# 博索斯特
博索斯特（西班牙語：Bosost，奧克語發音：[buˈsɔst]）是西班牙加泰罗尼亚莱里达省的一个市镇。总面积28平方公里，总人口959人（2001年），人口密度34人/平方公里。